# Lanzarote
Lanzarote (phát âm [lanθaˈɾote] hoặc [lansaˈɾote]) là một trong bảy đảo chính, đảo cực đông của quần đảo Canaria thuộc Tây Ban Nha nằm ở ngoài khơi phía tây châu Phi, trong Đại Tây Dương, 125 km ngoài khơi châu Phi và 1000 km so với bán đảo Iberia. Đây là đảo đông dân thứ nhì trong bảy đảo chính của quần đảo, sau đảo Gran Canaria. Đảo có diện tích 845,9 km2 là đảo lớn thứ tư của quần đảo, dân số năm 2006 là 127.457 người.